# Orońsko
Orońsko is een dorp in de Poolse woiwodschap Mazovië. De plaats maakt deel uit van de gemeente Orońsko en telt 1200 inwoners.

## Kunst en cultuur
- Polish Sculpture Center (Centrum Rzeźby Polskiej w Orońsku), een museum annex beeldenpark voor Poolse en internationale beeldhouwkunst.